# 인도의 기독교

인도의 지역별 기독교 인구 분포

인도에서 기독교는 다수 종교인 힌두교와 이슬람교에 이어 3번째로 규모가 큰 종교이다. 2011년 인구조사에 의하면 인도 인구의 2.8%에 해당하는 약 2780만 명의 신도가 존재한다.
특히 19세기에 인도 북동부에서 주로 소수민족을 대상으로 영국, 미국 출신의 선교사들이 적극적인 포교를 벌여 나가랜드 주, 미조람 주, 메갈라야 주 주에서는 80% 이상의 인구가 기독교 신자이고 마니푸르주에서도 40% 가량이 기독교 신자이다. 이외에 아루나찰프라데시 주(35%), 고아 주(25%), 케랄라 주(18%), 타밀나두 주(8%) 등지에 상당한 기독교 신자가 있다.
하지만 기독교인들은 힌두교인들에게 박해를 당하며 힌두교에서 기독교로 개종하는 것은 불법이다.

## 같이 보기
- 인도의 로마 가톨릭교회